# Aloe babatiensis
Aloe babatiensis (укр. Алое бабатієнзис, Алое бабатійське)  — сукулентна рослина роду алое.

## Етимологія

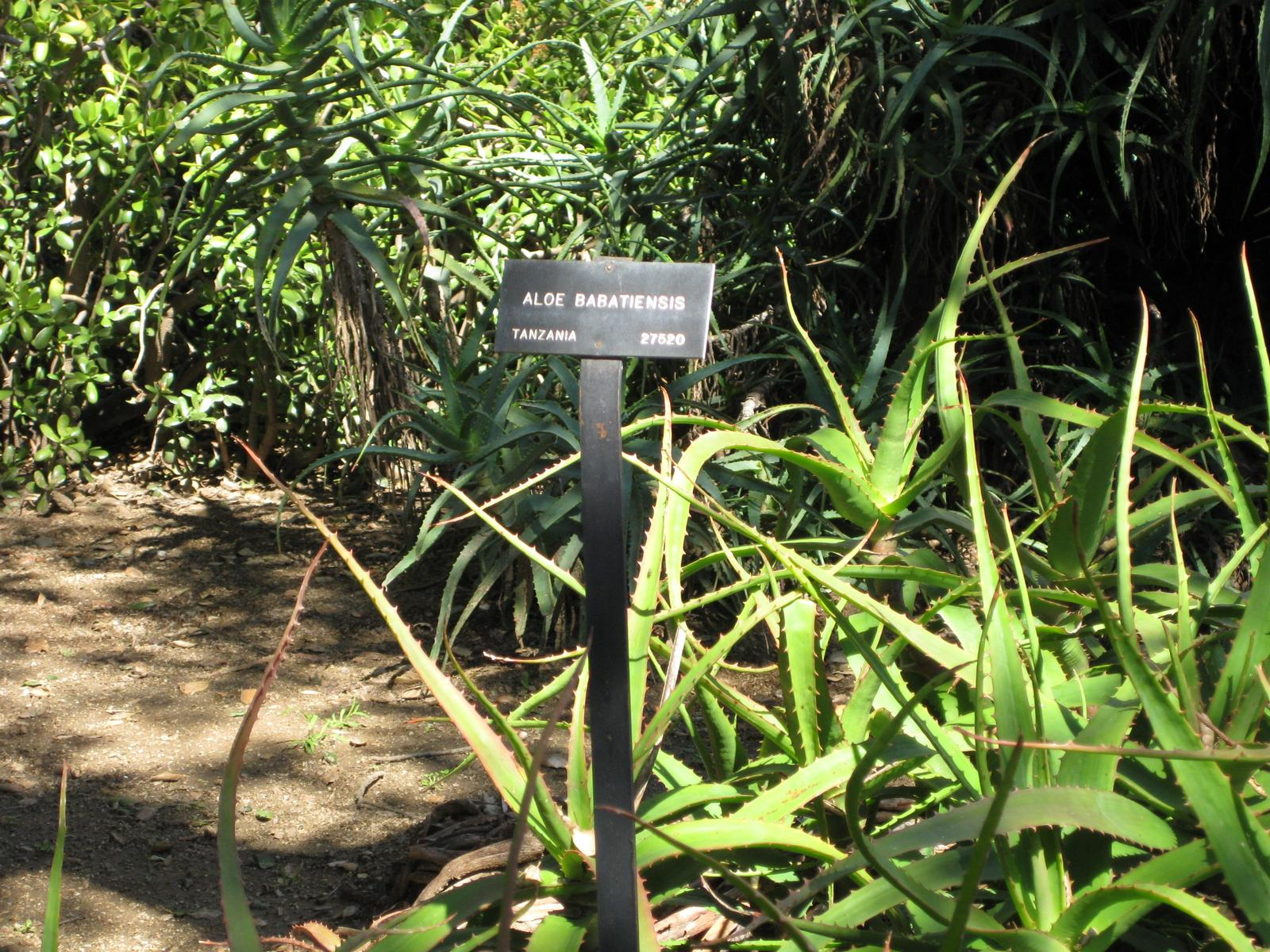
Aloe babatiensis в Гантінгтонському ботанічному саду

Видова назва походить від ймовірного походження цієї рослини з району Бабаті (англ. Babati) в Танзанії.

## Морфологічні ознаки
Рослина до 1,2 м заввишки. Листя Aloe babatiensis вузькі, загинаються донизу, верхня частина — з відтінком червоного, по краях рощташовані вузькі зубчики. Суцвіття з яскраво-жовтими квітками на квітконосі до 1 м заввишки. Розростається в помірного розміру чагарник.

## Місця зростання
Aloe babatiensis є ендемічним видом Танзанії, де зростає на висоті від 5  000 до 7  000 футів над рівнем моря в районах Мбулу і Бабаті. Імовірно, утворюють гібриди з Aloe secundiflora.

## Використання
В Африці використовується у лікарських цілях.